# پاتت لائو
پاتت لائو (به لائو:  ປະເທດລາວ، به معنای ملت لائو) یک جنبش سیاسی کمونیست در میانهٔ سدهٔ بیستم در لائوس بود. این گروه پس از جنگ داخلی لائوس در ۱۹۷۵ به قدرت دست یافت. پاتت لائو همکاری نزدیکی با کمونیست‌های ویتنام داشت. در طول جنگ داخلی هم ارتش خلق ویتنام به جنبش پاتت لائو یاری می‌رساند . حتی آنان را رهبری می‌نمود.
بخش سیاسی پاتت لائو، حزب خلق لائو نام داشت که از سال ۱۹۷۲ حزب انقلابی خلق لائوس (به لائو: Neo Lao Hak Xat) خوانده می‌شود.